# 소시지 롤
소시지 롤은 퍼프 페이스트리에 소시지 고기를 싸서 만든 짭짤한 요리로, 현재와 옛 영연방 국가에서 인기가 있다. 유럽 전역 및 다른 지역에서도 유사한 변형이 알려져 있지만, 소시지 롤은 영국 요리와 가장 밀접하게 관련되어 있다.

## 구성

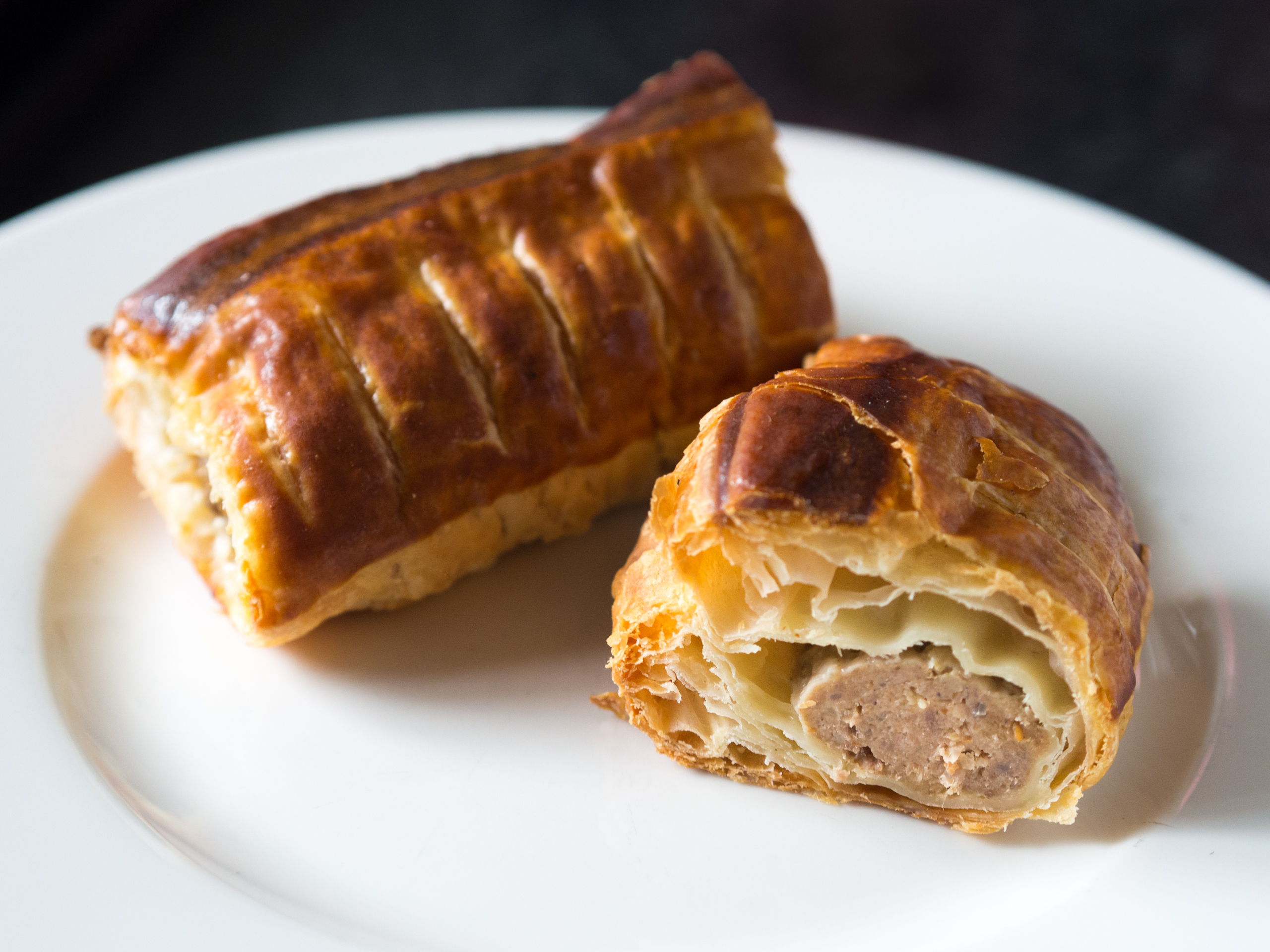
네덜란드 소시지 롤(사우시젠브로트예)로, 다진 고기 롤을 둘러싼 퍼프 페이스트리를 보여준다.

소시지 롤의 기본적인 구성은 퍼프 페이스트리 시트를 소시지 고기를 둘러싼 튜브 형태로 만들어 계란이나 우유로 윤을 낸 후 굽는 것이다. 뜨겁거나 차갑게 제공할 수 있다. 19세기에는 퍼프 페이스트리 대신 쇼트크러스트 페이스트리를 사용하여 만들었다.
소시지 롤의 채식 또는 비건 변형은 고기 대체식품을 사용하여 동일한 방식으로 만들 수 있다.

## 판매

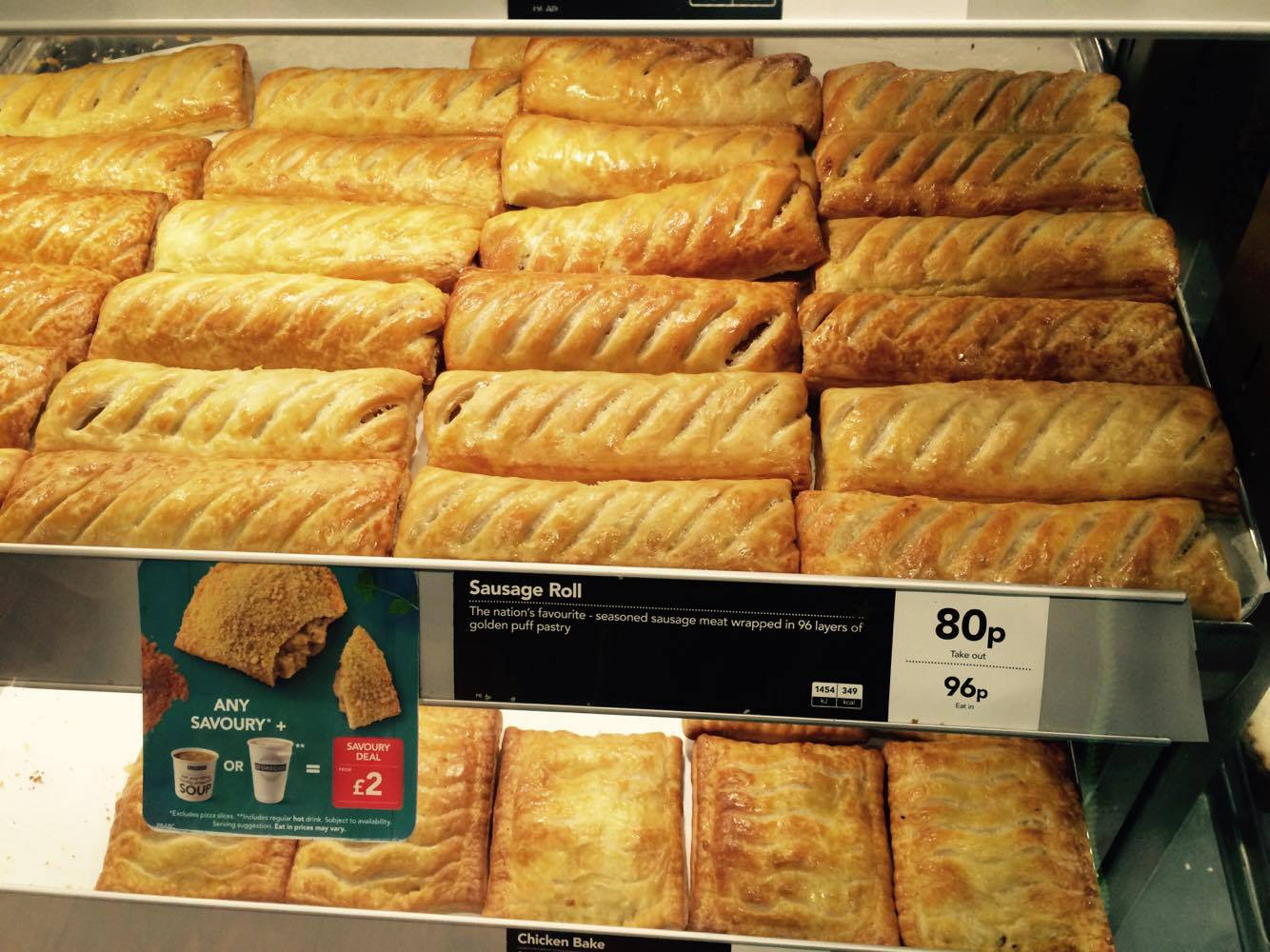
영국 그렉스 지점에서 판매되는 소시지 롤

영국에서 제과 체인 그렉스는 주당 약 250만 개의 소시지 롤을 판매하며, 이는 연간 약 1억 4천만 개에 해당한다.

## 역사
고기나 다른 식재료를 반죽으로 싸는 조리법은 고대 그리스 또는 로마 시대로 거슬러 올라갈 수 있다.
돼지고기를 속으로 넣은 초기 버전의 롤은 나폴레옹 전쟁 당시 런던에서 인기를 얻었으며, 영국 요리로 자리 잡았다.
1809년 9월 20일, Bury and Norwich Post는 75세의 T. 링(살루프, 빵, 소시지 롤을 판매하는 부지런한 상인)을 언급했다. 타임스는 1864년에 처음으로 이 음식 품목을 언급했는데, "도매 돼지고기 파이 제조업자이자 소시지 롤 제조업자"인 윌리엄 존스턴이 그의 사업장에 부패하고 건강에 해로우며 음식으로 부적합한 다량의 고기를 보관한 혐의로 Nuisances Removal Act (Amendment) Act 1863에 따라 15파운드(2021년 기준 {{인플레이션}} 오류: |end_year=2,021 (매개변수 4)가 인덱스 "UK"의 가장 최근 연도(2,020)보다 큼. 파운드)의 벌금을 부과받았다. 1894년, 절도 사건은 빅토리아 시대 소시지 롤 생산에 대한 더 많은 통찰력을 제공했는데, 피고인 견습생이 갈색빵을 붉은 황토, 소금, 그리고 후추에 적셔 속 재료에 소시지 (쇠고기)와 같은 모양을 내는 법을 배웠다는 내용이었다.

## 국가별 변형
유사한 고기 및 페이스트리 요리로는 체코의 클로바스니크, 벨기에의 보르스텐브로트예, 네덜란드의 사우시젠브로트예, 독일의 뮌스터랜더 부르스트브뢰트헨, 미국의 소시지빵이 있다.
홍콩은 자체적인 소시지 롤 스타일을 개발했다. 전통적인 서양식처럼 소시지 고기를 퍼프 페이스트리에 싸는 대신, 홍콩 스타일의 "소시지 번"(중국어: 腸仔包)은 부드러운 밀크 빵 스타일의 번 안에 소시지를 싸서 만든다.

## 대중문화 속 소시지 롤
- 1896년 길버트와 설리번의 오페레타 《대공 (오페레타)》에서는 소시지 롤이 플롯 장치로 등장하며,[12] 공모자들이 소시지 롤을 먹으며 서로를 알아본다.
- 2018년부터 2022년까지 영국의 유튜버 래드베이비는 커버 버전의 노래 가사를 소시지 롤과 관련된 내용으로 개사하여 "I Love Sausage Rolls", "Don't Stop Me Eatin'", "Sausage Rolls for Everyone" 등을 포함한 5곡의 노래로 크리스마스 1위를 연속으로 차지했다.[13]

## 같이 보기
- 비프 웰링턴
- 잠봉
- 소시지 요리 목록
- 소를 넣은 음식 목록
- 담요 속 돼지